# フレッド・ニブロ
フレッド・ニブロ（Fred Niblo, 1874年1月6日 - 1948年11月11日）は、アメリカ合衆国の映画監督、脚本家、映画プロデューサー、俳優である。アカデミー賞を設立した36人の人物の一人である。⇒ 映画芸術科学アカデミー#36名の創設会員

## 人物・来歴
1874年（明治7年）1月6日、ネブラスカ州ヨーク郡ヨークに「フレデリック・ライトケ」として生まれる。
1927年（昭和2年）5月11日、ルイス・B・メイヤー、ダグラス・フェアバンクスらとともに、映画芸術科学アカデミーを創立、アカデミー賞を創設して、1929年（昭和4年）5月16日には、第1回アカデミー賞を開始した。
1948年（昭和23年）11月11日、ルイジアナ州ニューオーリンズで死去した。満74歳没。最初の妻ジョゼフィン・コーハンとの間の長男フレッド・ニブロ・ジュニアは脚本家として成功した。ハリウッド・ウォーク・オブ・フェームに星を持ち、彼の監督作の『ベン・ハー』は、1997年（平成9年）にアメリカ国立フィルム登録簿に登録された。
同時代の日本映画には、多大な影響を与えており、寿々喜多呂九平は『奇傑ゾロ』を翻案して『快傑鷹』（1924年）の脚本を書き、二川文太郎が監督して主演の高木新平が「鳥人」と呼ばれ、1927年（昭和2年）に冬島泰三が翻案して脚本を書き、衣笠貞之助が監督した『鬼あざみ』は『紅百合』が原作で、ニブロの名がクレジットされている。『ベン・ハー』に影響を受けた岩井憲次という青年は、1927年に映画俳優としてデビューするにあたり、主演のラモン・ノヴァロから名をもらい、羅門光三郎と名乗り剣戟俳優となった。

## フィルモグラフィ
監督作

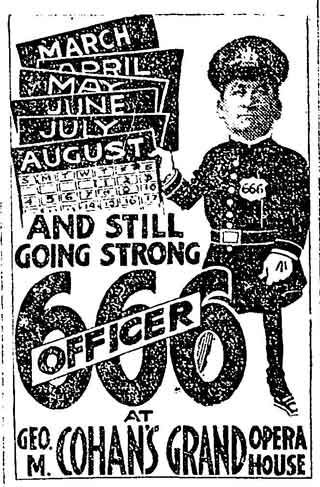
『六六六』、1916年

- 『一攫千金のウォリングフォード』 Get-Rich-Quick Wallingford : 1916年
- 『六六六』 Officer 666 : 1916年
- 『結婚の指環』 The Marriage Ring : 1918年
- 『空腹娘』 When Do We Eat? : 1918年
- 『騒ぎと誇張』, 『大騒ぎ』 Fuss and Feathers : 1918年
- 『謎の結婚』 Happy Though Married : 1918年
- 『3人仲間』 Partners Three : 1919年
- en:The Law of Men : 1919年
- 『妖怪寝室』 The Haunted Bedroom : 1919年
- 『善良なる悪人』 The Virtuous Thief : 1919年
- 『家を出でて』, 『夫の外出』 Stepping Out : 1919年
- 『女の学ぶ事』, 『女は誰でも』 What Every Woman Learns : 1919年
- 『過激派』 Dangerous Hours : 1919年
- 『スートケースの中の女』, 『鞄の女』 The Woman in the Suitcase : 1920年
- 『性』 Sex : 1920年
- 『善悪の十字街』 The False Road : 1920年
- 『美貌の力』 Hairpins : 1920年
- Her Husband's Friend : 1920年
- 『奇傑ゾロ』 The Mark of Zorro : 1920年
- Silk Hosiery : 1920年
- 『母の愛』 Mother o' Mine : 1921年
- 『恋よりも強し』 Greater Than Love : 1921年
- 『三銃士』 The Three Musketeers : 1921年
- 『文明の仮面』 The Woman He Married : 1922年
- Rose o' the Sea : 1922年

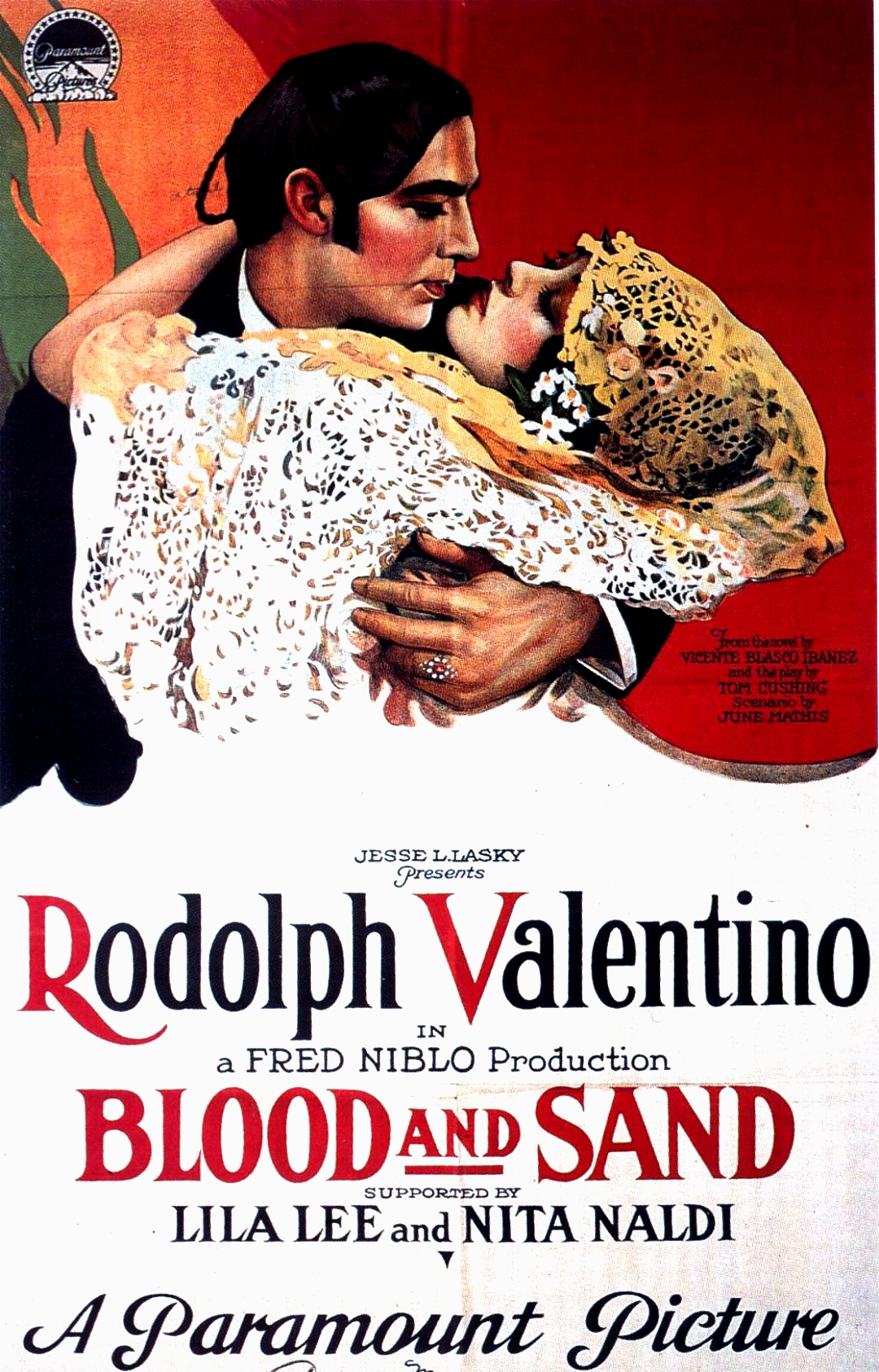
『血と砂』、1922年。

- 『血と砂』 Blood and Sand : 1922年
- 『有名なフェアー夫人』, 『社交界の誘惑』 The Famous Mrs. Fair : 1923年
- 『海賊アップルジャック』 Strangers of the Night : 1923年
- 『汝の名は女』『ピレネーの情火』 Thy Name Is Woman : 1924年
- 『紅百合』 The Red Lily : 1924年
- 『ベン・ハー』 Ben-Hur : 1925年
- 『明眸罪あり』 The Temptress : 1926年
- 『椿姫』 Camille : 1927年
- 『悪魔の踊子』 The Devil Dancer : 1927年
- The Enemy : 1927年
- 『スペインの花』 Two Lovers : 1928年
- 『女の秘密』 The Mysterious Lady : 1928年
- Dream of Love : 1928年
- 『生ける屍』 Redemption : 1930年
- 『世界の与太者』 Way Out West : 1930年
- 『ドノヴァン・キッド』 Young Donovan's Kid : 1931年
- 『命を売る男』 The Big Gamble : 1931年
- Two White Arms : 1932年
- Diamond Cut Diamond : 1932年

## 関連事項
- フレッド・ニブロ・ジュニア （en:Fred Niblo, Jr.）

## 註
1. 1 2 3 4 5  #外部リンク欄、「Fred Niblo」リンク先、Internet Movie Database、2009年10月28日閲覧。
2. ↑  無声映画人物録、「高木新平」の項、マツダ映画社、2009年10月28日閲覧。
3. ↑  鬼あざみ、日本映画データベース、2009年10月28日閲覧。